# Megascops atricapilla
Megascops atricapilla là một loài chim trong họ Strigidae.